# Eurydike (Tochter des Pelops)
Eurydike (altgriechisch Εὐρυδίκη Euridíkē) war eine Frauengestalt der griechischen Mythologie.
Laut der Sagenüberlieferung bei Diodor war sie eine der Töchter von Hippodameia und Pelops, des Sohnes von Tantalos. Sie heiratete Elektryon, den Sohn von Perseus. Sie hatten eine Tochter namens Alkmene, die Mutter des mythischen Helden Herakles. In anderen Sagenvarianten heißt Elektryons Gattin Anaxo.